# Norman Foster

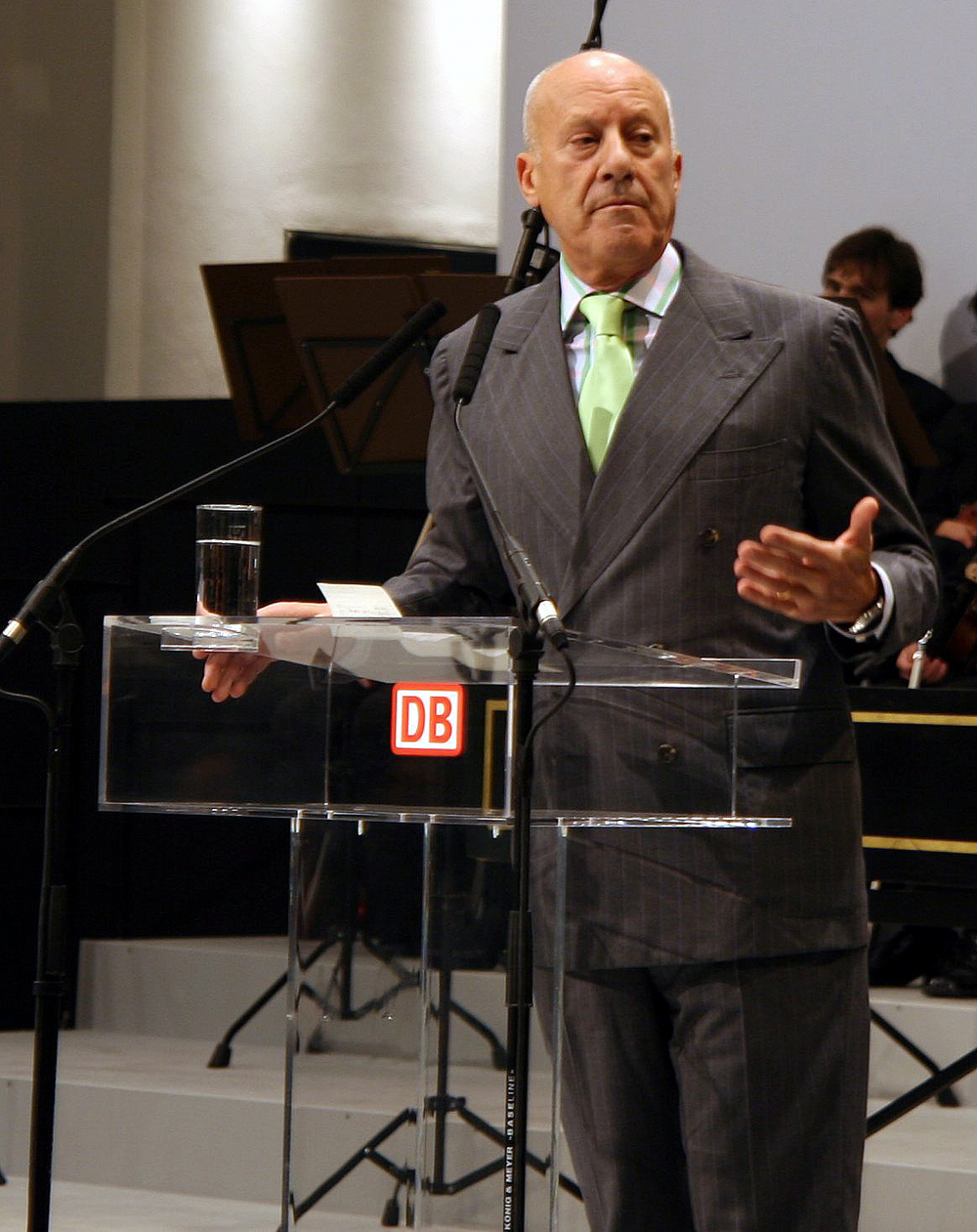
Norman Foster

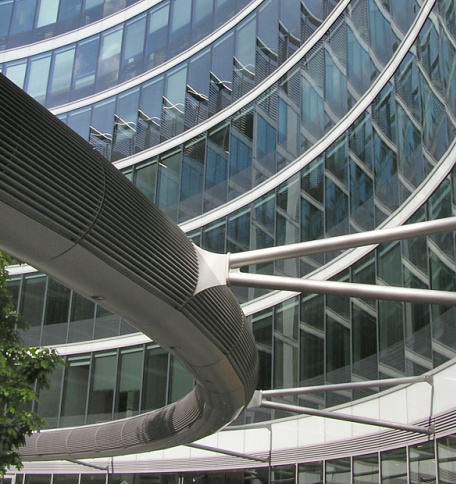

Sir Norman Foster, Baron Foster de Thames Bank, Ordinul de Merit al Marii Britanii (Manchester, 1 iunie 1935) este un arhitect englez.
A studiat arhitectura la Universitatea din Manchester și a obținut apoi o bursă pentru a-și continua studiile la Universitatea Yale.

## Biografie
Este unul dintre cei mai renumiți și recunoscuți arhitecți contemporani pe plan internațional

## Operă
La întoarcerea în Marea Britanie, Foster a lucrat pentru un timp cu arhitectul Richard Buckminster Fuller și a înfiintat în1965 studioul de arhitectură Team 4, împreuna cu prima sa soție Wendy, Richard Rogers și soția acestuia, Sue. Doi ani mai târziu numele studioului a fost schimbat în Foster and Partners.
Proiectele inițiale ale lui Foster se caracterizau ca având un stil High-tech foarte pronunțat. Mai târziu liniile clădirilor lui nu au mai fost atât de accentuate și dispare și caracterul tehnic dus la extrem al clădirilor. În orice caz, proiectele lui Foster și ale asociaților acestuia poartă o ștampilă industrială,în sensul utilizării de elemente care se repetă,prefabricate. Frecvent se desenează componente pentru astfel de clădiri, reflectând un bun mod de construcție.
Foster a fost distins cu titlul de Sir în anul 1990 (Sir Norman Foster) iar în 1997 i-a fost confirmat de către Ordinul de Merit. În 1999, regina Elisabeta a II-a i-a decernat titlul nobil de Baron Foster de Thames Bank (Lord Foster of Thames Bank).
De asemenea a primit numeroase premii importante de arhitectură,precum medalia de aur de la institutul american de arhitectură iar în anul 1999, prestigiosul premiu Pritzker.